# Lepa sela lepo gore
Lepa sela lepo gore (en serbio cirílico: Лепа села лепо горе, en castellano: «Los pueblos hermosos arden hermosamente»), también conocida por su título en inglés Pretty Village, Pretty Flame, es una película yugoslava de 1996 dirigida por Srđan Dragojević ambientada en la Guerra de Bosnia. La película logró el aplauso de la crítica internacional y se hizo con seis premios de festivales internacionales de cine.

## Sinopsis
La trama, inspirada en hechos reales que tuvieron lugar en los primeros compases de la Guerra de Bosnia, cuenta la historia de un pequeño grupo de soldados serbios atrapados en un túnel por fuerzas bosnias. El guion de la película se basa en un artículo escrito por Vanja Bulić para la revista Duga sobre un episodio real. A través de flashbacks que describen la vida antes de la guerra de cada soldado atrapado, la película describe la vida antes de la guerra de Yugoslavia y trata de dar una visión de por qué los antiguos vecinos y amigos se enfrentaron entre sí.

## Reparto
- Dragan Bjelogrlić - Milan
- Nikola Kojo - Velja
- Bata Živojinović - Gvozden
- Zoran Cvijanović - Brzi (Speedy)
- Milorad Mandić - Viljuška
- Dragan Maksimović - Profesor Petar
- Dragan Petrović - Laza
- Marko Kovijanić - Marko
- Lisa Moncure - Liza Linel
- Branka Katić - enfermera

## Producción
La película fue financiada a través de una entidad jurídica, Cobra Films, que se registró como una sociedad de responsabilidad limitada por Nikola Kojo, Dragan Bjelogrlić, Goran Bjelogrlić y Milko Josifov. La mayor parte del dinero provino del gobierno serbio (bajo el primer ministro Mirko Marjanović) el Ministerio de Cultura (encabezado por el ministro Nada Perišić-Popović), así como de la televisión estatal serbia RTS. Según se informa, el presupuesto recaudado fue de dos millones de dólares.
El rodaje de la película, con el título provisional de Tunel, comenzó el 19 de abril de 1995. La mayoría de las escenas se rodaron en el lugar en y alrededores de Višegrad, en la República Srpska (entidad poblada por serbios de Bosnia y Herzegovina, en ese momento todavía gobernado por Radovan Karadžić), en lugares que fueron antiguos campos de batalla. En julio, después de 85 días de rodaje, la producción quedó en suspenso debido a falta de fondos, a falta de unos siete días de rodaje para su finalización. Una vez que se reactivó la financiación se reanudó el rodaje a mediados de noviembre de 1995 y terminó a principios de 1996.
Según el director de la película, Srdjan Dragojević, el título de la película es el extracto de un pasaje de la novela de 1932 Voyage au bout de la nuit de Louis-Ferdinand Céline, en el que se describen pueblos ardiendo en la distancia, obra literaria que tuvo un fuerte efecto en Dragojević cuando la leyó en su juventud.